# Technomyrmex primroseae
Technomyrmex primroseae är en myrart som beskrevs av Horace Donisthorpe 1949. Technomyrmex primroseae ingår i släktet Technomyrmex och familjen myror. Inga underarter finns listade i Catalogue of Life.